# Keskenytörzsű repülőgép

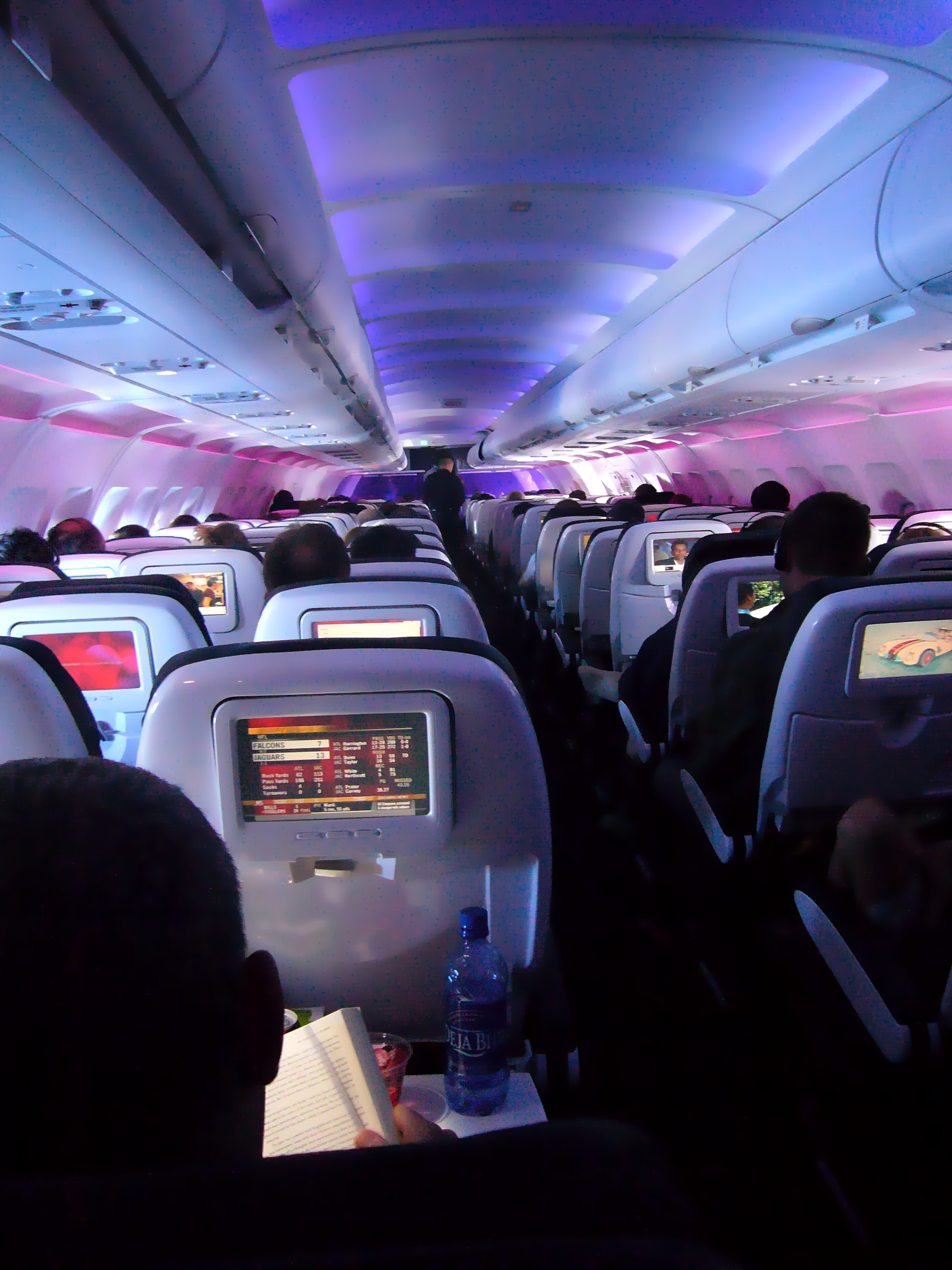
A Virgin America Airbus A320-asa, egy példa a keskenytörzsű utaskabinra

A keskenytörzsű repülőgép (más néven egy folyosós repülőgép) olyan utasszállító repülőgép, amelynek utasterének szélessége 3 és 4 méter között van, és az ülés elrendezése a folyosó végéig 2–6 közötti. A hosszútávú transzatlanti és transzkontinentális járatokra nem alkalmas keskenytörzsű repülőgépeket regionális repülőgépeknek hívják.
Ezzel szemben a nagyobb szélestörzsű utasszállító repülőgép általában több utazási osztályra van osztva, a törzs átmérője 5 és 7 méter közötti és dupla folyosós. Általában 7–10 üléssor van benne. Összehasonlításképpen, a tipikus szélestörzsű repülőgép 200–600 utas befogadására képes, míg a jelenleg széles körben elterjedt legnagyobb keskenytörzsű repülőgép (a Boeing 757–300) maximum 289 utast szállíthat.

## Ismertebb keskenytörzsű  géptípusok

### Hét ülésű kabin
- Hawker Siddeley Trident – a Channel Airways családi üléselrendezéssel rendezte be a repülőgépet[1]

### Hat ülésű kabin
- Airbus A320 – jelenleg a világ második legnépszerűbb utasszállító repülőgépe, külső átmérője 4,0 m (395 cm)
- Boeing 707 – az első, kereskedelmileg sikeres utasszállító repülőgép, külső átmérője 376 cm
- Boeing 727 – egy időben a legtöbbet gyártott utasszállító repülőgép volt, külső átmérője 3,8 m
- Boeing 737 – a világ legkelendőbb repülőgépe felülmúlva a 727-est, külső átmérője 3,8 m.

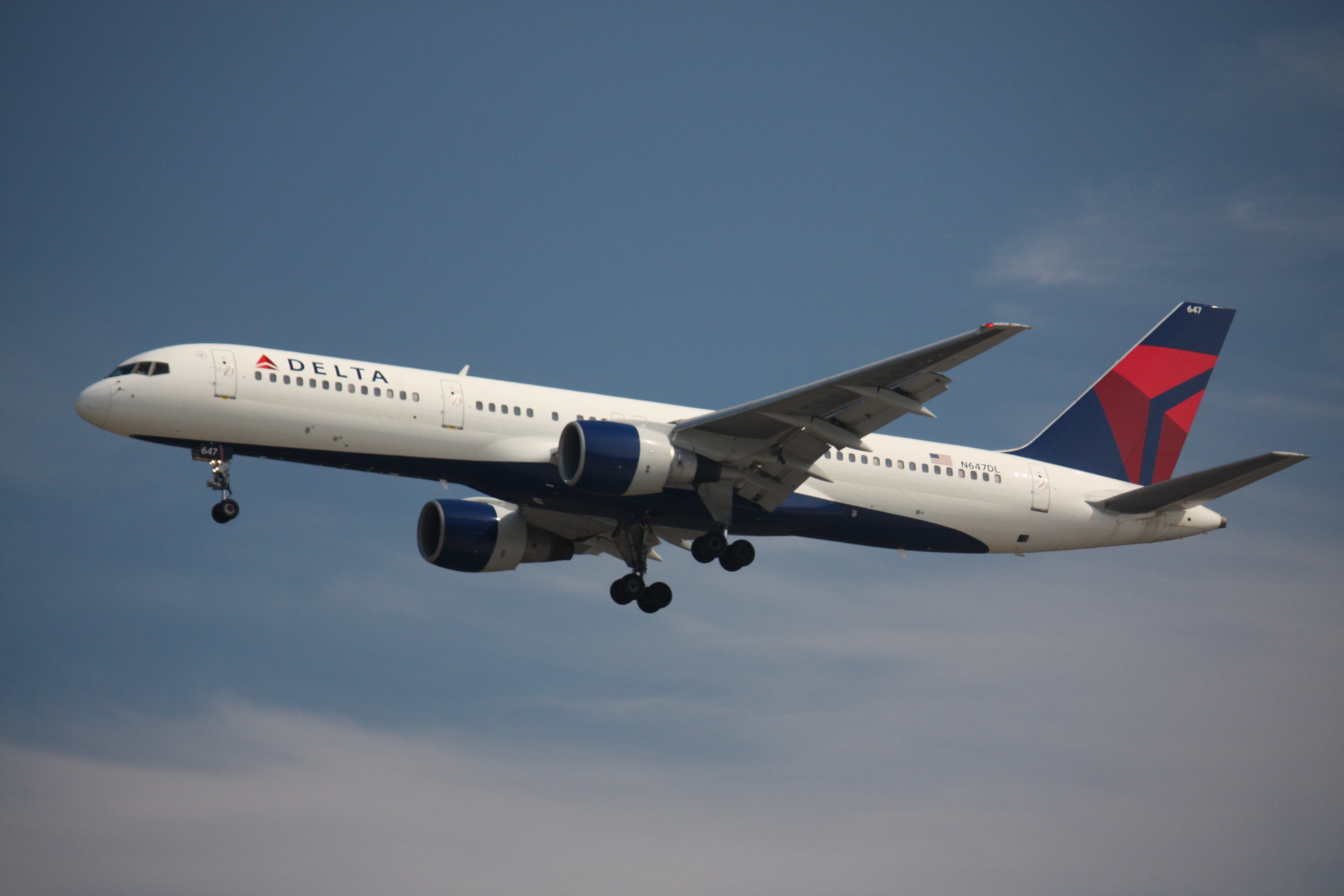
A Delta Air Lines Boeing 757-ese, amely egy népszerű keskenytörzsű rövid-közepes hatótávolságú utasszállító repülőgép

- Boeing 757 – a legnagyobb keskenytörzsű repülőgép, külső átmérője 3,8 m
- Bristol Britannia – légcsavaros repülőgép
- DC–8 – 373 cm-es külső szélesség
- Lockheed L–188 Electra –  légcsavaros repülőgép
- Tu–114 - légcsavaros repülőgép, a törzs külső átmérője 4,2 m
- Tu–154 – sugárhajtású repülőgép
- Tu–204 – sugárhajtású repülőgép
- Tu–334 – sugárhajtású repülőgép
- Vickers VC10 – külső szélessége 373 cm

### Öt ülésű kabin
- BAC One-Eleven
- BAe 146 – egy nagy regionális repülőgép, 69 utas befogadására képes, 6 egymás melletti üléselrendezéssel nagy sűrűségben
- Bombardier CSeries – belső szélessége 328 cm
- Comac ARJ21, belső szélessége 314 cm
- Comac C919, belső szélessége 390 cm
- Convair 880 – belső szélessége 325 cm
- Convair 990
- De Havilland Comet –  a világ első sugárhajtású utasszállító repülőgépe
- Fokker F28 – sugárhajtású repülőgép
  - Fokker 70 – sugárhajtású repülőgép
  - Fokker 100 – sugárhajtású repülőgép
- McDonnell Douglas DC–9 – külső szélessége 3,4 méter (130)
  - McDonnell Douglas MD–80 / MD–90 – A DC-9 tovább fejlesztett változata, külső átmérője 3,4 méter (130)
  - Boeing 717 – a legutolsó változata a DC-9-nek, külső átmérője 3,4 méter (130)
- Szuhoj Superjet 100 – belső szélessége 323 cm
- An–148
- Sud Aviation Caravelle – első generációs európai utasszállító repülőgép
- Boeing 377 Stratocruiser – dugattyús repülőgép
- DC–4 – dugattyús repülőgép
- DC–6 – dugattyús repülőgép
- DC–7 – dugattyús repülőgép
- Lockheed Constellation – dugattyús repülőgép
- Vickers Viscount – a világ első turbólégcsavaros repülőgépe

### Négy ülésű kabin
- ATR 42
- ATR 72
- De Havilland Canada Dash 8
- Bombardier CRJ
- Aérospatiale-BAC Concorde – belső szélessége 263 cm
- Convair CV–240
- DC–3 – dugattyús repülőgép
- Embraer E-Jet – sugárhajtású repülőgép, külső szélessége 3,01 méter (119)
- Mitsubishi Regional Jet
- Tu–144 –  világ első szuperszonikus utasszállító repülőgépe, amely első repülését 1968. december 31-én teljesítette, két hónappal a Concorde első repülése előtt

### Három ülésű kabin
- Embraer ERJ 145
- Saab 340